# A Morte do Superman
"A Morte do Superman", ou "A Morte do Super-Homem" (no original: "The Death of Superman"), é um arco de histórias em quadrinhos que serviu como catalisador para o evento crossover da DC Comics de 1993. O arco de histórias completo é composto pelas histórias A Morte do Superman, Funeral para um Amigo e o Retorno do Superman.
A premissa é tão simples quanto o título: Superman entra em combate com um aparentemente imbatível monstro chamado Apocalypse nas ruas de Metrópolis. Como desfecho da batalha, ambos os combatentes morrem.
Logo em seguida, "Funeral para um Amigo" mostra as reações à morte do herói; "Além da Morte" mostra o surgimento de quatro indivíduos que, de uma forma ou de outra, clamam a identidade de Superman; e o Superman original eventualmente retorna em "O Retorno do Super-Homem".
A história, planejada pelo editor Mike Carlin e a equipe criativa de Superman, Dan Jurgens, Roger Stern, Louise Simonson, Jerry Ordway e Karl Kesel, atingiu enorme sucesso: os títulos do Superman ganharam exposição internacional, alcançando o topo das vendas de quadrinhos. O evento foi amplamente coberto pela mídia jornalística americana e mundial.

## Os quatro Superman
Durante o período em que esteve morto, quatro indivíduos clamaram o manto de Superman:
- "O Homem de Aço", um Superman usando uma armadura altamente resistente que esconde John Henry Irons, antes criador de armas poderosas para o exército. Irons abandonou a proteção de Superman para morar em Washington e adotar sua própria identidade como Aço.
- "O Último Filho de Krypton", um Superman violento, foi revelado ser a reencarnação do Erradicador, vivo graças a ter usado sua energia para formar um corpo à imagem de Kal-El, o último filho do planeta Krypton. Ainda hoje o Erradicador existe, mas pela energia viva de um cientista terrestre, e compartilha recordações humanas e kryptonianas.
- "A Maravilha de Metrópolis", um adolescente, supostamente um clone de Superman, liberado das garras dos seus criadores antes de alcançar a idade madura, recusava aceitar para si o nome de Superboy. Finalmente ele o aceitou e fixou residência na ilha do Havaí. Mais tarde foi descoberto que de fato era um clone melhorado de um ser humano, seu criador, Paul Westfield, o já falecido diretor do Projeto Cadmus.
- "O Homem do Amanhã" (posteriormente conhecido como Superciborgue), um ciborgue que foi proclamado como reconstruído de Superman, mas suas verdadeiras intenções eram destrutivas quando, em aliança com Mongul, arrasou uma cidade de 7 milhões de habitantes, Coast City (lar do Lanterna Verde Hal Jordan).

## Outras "mortes" de Superman
- A primeira vez que uma morte de Superman ocorreu foi numa história imaginária, "Morte Secreta do Superman", de 1961.
- Nos anos 1970, Superman descobriu-se infectado por um vírus alien consciente que não tinha cura conhecida, e estava destinado a morrer em pouco tempo. O mundo já antecipava a sua morte e se lamentava que seu maior herói se iria. Felizmente, o herói conseguiu enganar o vírus consciente de modo que forjou sua morte usando conhecimentos tibetanos a fim de parar seus batimentos cardíacos. Quando o vírus sentiu que ele estava "morto", saiu do corpo para achar outros corpos, mas Superman já estava precavido e prendeu o vírus numa duplicata de si.
- "O que Aconteceu com o Super-Homem?" é uma história imaginária de 1986, escrita por Alan Moore para ser a última história do Superman Pré-Crise, narrando o que aconteceu ao Superman após sua mais dramática batalha. Entretanto, na verdade o herói aparece vivo na última página, tendo adotado uma falsa identidade como marido de Lois Lane.
- Em 1986, John Byrne escreveu uma história onde a vilã Banshee Prateada, usando de magia, pôs o Homem de Aço num torpor semelhante à morte clínica. Foi realizado o funeral, e antecedendo muitos anos a morte do Superman por Apocalypse, o mundo e vários heróis tinham suas reflexões sobre a perda do maior herói do mundo. Lex Luthor fica irado por não admitir que outra pessoa que não fosse ele tivesse destruído o Superman (comportamento que seria repetido durante a "Morte do Superman", onde Luthor golpea com uma cadeira o corpo de Apocalypse).

## Adaptações para outras mídias

### Game
- A saga de quadrinhos inspirou um jogo de videogame para Super Nintendo e Mega Drive, The Death and Return of Superman, pela Sunsoft.

### Animação
- Em Liga da Justiça, há dois episódios que usam elementos da saga. No episódio duplo "A Better World", a Liga é capturada pelos Lordes da Justiça, que vêm à Terra e se passam por eles. Enquanto isso, Apocalypse chega espalhando destruição, e são os Lordes da Justiça que o enfrentam. Todos são derrotados exceto Superman, que enfrenta o monstro em uma batalha épica e, diferentemente dos quadrinhos, lobotomiza Apocalypse com sua visão de calor. Já no também episódio duplo "Hereafter", mais elementos da saga são usados. Na 1ª parte do episódio, Toyman (o Homem dos Brinquedos) e outros vilões se unem para acabar com Superman de uma vez por todas. Durante a batalha, Toyman usa uma arma que mataria Batman e Mulher-Maravilha, no entanto Superman se põe na frente e é desintegrado. O mundo todo se comove com a morte do Homem de Aço e em sua homenagem um funeral é feito. Na segunda parte da trama, é revelado que na verdade Superman foi transportado para um futuro alternativo.

- No filme animado Superman: Doomsday, a saga é adaptada, mas com algumas alterações. Entre elas: Superman e Lois estão namorando, mas ele ainda não lhe revelou que é Clark, embora ela já o saiba. Lex Luthor II, o clone jovem de Lex, e Supergirl não aparecem. Ao invés disso, quem aparece é o Lex original. A batalha entre os dois ocorre à noite e não de dia, e ao invés de surgirem quatro
- Super-Homens, só aparece um, que nada mais é que um clone criado por Luthor.
- Uma segunda adaptação em longa-metragem de animação para home-video foi feita em duas partes: The Death of Superman (2018) e Reign of the Supermen (2019), como parte da linha DC Universe Animated Original Movies e do DC Animated Movie Universe. Comparada a Superman: Doomsday, a nova adaptação é mais fiel à história em quadrinhos. Tim Beedle, da DC, considerou os filmes "muito menos condensados" e disse que eles "incluem muitos dos momentos favoritos dos fãs da história que foram deixados de fora de Doomsday".[1]

### Smallville
A série também já adaptou alguns elementos da saga. 
Na quinta temporada, no episódio "Hidden" (5 - 03), Clark, sem poderes, morre após ser baleado por um antigo amigo de Chloe que planejava destruir Smallville lançando um míssil. Jor-El possui o corpo de Lionel e rouba o corpo de Clark para levá-lo até a Fortaleza da Solidão, assim ressuscitando o futuro Superman.
A oitava temporada da série já adapta a saga. Nessa temporada Clark começa a iniciar sua carreira de super-herói com o uniforme vermelho e azul. Nesse meio tempo surge um novo personagem chamado Davis Bloome, que nada mais é que a camuflagem humana de Apocalypse, o vilão principal nessa temporada. Davis começa a se tornar uma ameça maior do que qualquer outra que Clark já tenha enfrentado, mas é somente no último episódio, "Doomsday" (8 - 22), que Clark e Apocalypse se enfrentam. Diferentemente das HQs, em que a batalha durou bastante tempo, no episódio a luta é bem breve. Clark é surrado por Apocalypse mas depois, através de uma explosão geotérmica, consegue enterrar o monstro no subsolo.
Na nona temporada, três semanas após a batalha com Apocalypse, Clark passa a usar um uniforme negro. Nesta temporada o vilão principal é o Major Zod, um clone jovem do General Zod. No episódio final, "Salvation" (9 - 21), Clark e Zod se enfrentam em uma batalha épica pelo controle da Terra. Para derrotá-lo e mandá-lo para Nova Krypton, Clark se sacrifica enfiando um punhal de kryptonita azul em seu abdômen e caindo do prédio de onde ocorrera a luta.
No episódio que inicia a décima e última temporada da série, "Lazarus", Lois encontra o corpo de Clark e, enquanto tenta salvá-lo, este acorda no além, onde pede a Jor-El que o ressuscite. Ele volta à vida após Lois tirar o punhal de seu abdômen. Enquanto nas HQs Superman ressuscita para deter Hank Henshaw e Mongul, neste episódio Clark tem que enfrentar um clone envelhecido de Lex.

### Cinema
No filme de 2016, Batman vs Superman: A Origem da Justiça, este arco foi adaptado, no final do filme, mostrando o embate de Superman contra Apocalypse, contando com a ajuda da Mulher-Maravilha e do Batman. A origem do vilão Apocalypse nesse filme foi alterada, sendo ele criado a partir do corpo do general Zod.